# Půta I. z Častolovic
Půta I. z Častolovic († 1397) nebo také Půta starší z Častolovic byl český šlechtic, zakladatel rodu pánů z Častolovic.

## Život
Půta je poprvé zmíněn v roce 1342, kdy král Jan Lucemburský udělil vesnici Častolovice, kterou Půta vlastnil, status malého města. Jeho otcem mohl být syn Procka z Potštejna a bratr Mikuláše z Potštejna, který měl rovněž jméno Půta a připomíná se v roce 1312. Příbuznost s Potštejny, z nichž někteří přesídlili do východních Čech, naznačuje i podobnost erbů Potštejnů a pánů z Častolovic.
V roce 1345 se Půta zúčastnil tažení markraběte Karla, budoucího Karla IV:, do Polska. Patřil asi k jeho oblíbencům (v listině z roku 1360 ho Karel nazývá familiaris domesticus commensalis), v roce 1355 získal úřad purkrabího na Potštejně, v letech 1364-1366 byl druhý mistr královské komory. České zájmy zastupoval Půta i ve vedlejších zemích Koruny české: v letech 1366-1378 byl správcem Kladska, v letech 1372-1380 správcem Dolní Lužice, v roce 1377 byl ustaven správcem města Frankenštejn (Ząbkowice Śląskie) a části Braniborska.
V roce 1365 je poprvé zmiňován společně se svým stejnojmenným synem. U dalších zmínek o Půtovi z Častolovic není vždy jasné, zda se jedná o otce nebo o syna. V době Karlova nástupce Václava IV. Půta sloužil jako správce Lucemburska v letech 1384-1386. Od roku 1395 až do své smrti byl správcem Dolní Lužice. Jméno Půta z Častolovic se ovšem vyskytuje také mezi členy panské jednoty.
Rodový majetek, jehož základnou byly Častolovice, se během Půtova života značně rozmnožil. V roce 1387 získal společně s Bočkem starším z Poděbrad od bratrů Jana a Jaroslava, pánů z Meziříčí, vládu nad Skuhrovem nad Bělou a hradem Rychmberk na úpatí Orlických hor. V roce 1396 převedl Půta vlastnictví tohoto majetku na svou snachu, což naznačuje, že v té době byl jediným majitelem. Mezi lety 1350 a 1369 údajně Půta vlastnil hrad Liebenau v Czarném Bóru v Dolním Slezsku.

## Manželství a potomci
Půtovou manželkou byla Machna neznámého rodu. Jejich syn, Půta II., se oženil s Annou Osvětimskou, dcerou osvětimského knížete Jana II. Ti spolu měli rovněž syna Půtu, a dále dcery Ofku (provdala se za Oldřicha Svojanovského z Boskovic a pak Viléma ml. Zvířetického z Lemberka) a Kateřinu (jejím manželem byl Hynek ml. z Dubé na Červené Hoře).